# Semi Precious Weapons
Semi Precious Weapons est un ancien groupe de rock basé à New York, composé de 4 musiciens diplômés de Berklee, et dont le chanteur non-binaire Justin Tranter (en) est un ami de la chanteuse Lady Gaga. Formé en 2006, il a fait la première partie du concert de celle-ci Monster Ball Tour de 2009 à 2011. 
Le groupe était composé de Justin Tranter (en) au chant, Cole Whittle à la basse, Stevy Pyne à la guitare et Dan Crean à la batterie. Il a été dissous en 2014.

## Historique
Le premier album du groupe, We Love You (en), a été financé par la vente des bijoux de Justin Tranter (en). Il est sorti en téléchargement gratuit en 2007, puis ressorti mondialement le 30 septembre 2008 sur le label Razor & Tie.
Le 29 juin 2010, le groupe sort un EP titré You Love You (en) sur le label Interscope Records. Ils interprètent les chansons de l'album en première partie du Monster Ball Tour, tournée 2009-2011 de Lady Gaga.
Leur troisième album, Aviation (en), est sorti le 22 avril 2014, peu avant la dissolution du groupe.

## Style musical & visuel
Les Semi Precious Weapons sont un groupe de hard rock, de glam rock et de garage rock, le tout très underground, avec un côté trash, paillettes et camp très assumé, notamment par le chanteur Justin Tranter (en), qui a un look excentrique et très androgyne, portant des talons et des collants sur scène, et en assumant totalement son style.

## Discographie

### Albums
- 2008 : We Love You (en)
- 2010 : You Love You (en)
- 2014 : Aviation (en)

### Singles
- 2010 : Semi Precious Weapons
- 2010 : Magnetic Baby
- 2010 : Look at Me
- 2014 : Aviation High
- 2014 : Look To The Stars